# أورسولا هافربيك
أورسولا هيدويغ ميتا هافربيك فيتزل (من مواليد 8 نوفمبر 1928) ناشطة ألمانية يمينية متطرفة من فلوتو، منذ عام 2004 كانت موضوعًا لدعاوى قضائية وأدينت بسبب إنكارها للهولوكوست، وهو ما يعتبر جريمة جنائية في ألمانيا.

## اتهامها وإدانتها
حُكم عليها في نوفمبر 2013 وهي تبلغ من العمر 83 عامًا، بالسجن لمدة عشرة أشهر بتهمة إنكار الهولوكوست. أدت عدة إدانات إضافية في عام 2016 إلى صدور المزيد من هذه الأحكام، استأنفت جميع الأحكام دون جدوى في 7 مايو 2018 بدأت تقضي حكمها الأخير بالسجن لمدة عامين بعد أن ألقت الشرطة الألمانية القبض عليها في منزلها. تم إطلاق سراحها من سجن في بيليفيلد في نهاية عام 2020، وسرعان ما تم توجيه التهم إليها مرة أخرى وكان من المقرر أن تواجه محاكمة جديدة في مارس 2022 وحُكم عليها بالسجن لمدة عام.

## حياتها الشخصية
كان زوجها فيرنر جورج هافيربيك، الذي كان يشارك مؤقتًا خلال الفترة النازية في القيادة الوطنية للحزب النازي، ومؤسس ومدير الاتحاد الإمبراطوري الألماني للأمة والوطن في عام 1933، وكذلك كاتب وناشر ومؤرخ وفلكلوري وكاهن الطائفة المسيحية.